# Коваленко Андрій Анатолійович
Андрій Анатолійович Коваленко (нар. 7 травня 1988) — український футбольний арбітр.

## Кар'єра
Закінчив Полтавський університет економіки та торгівлі. Суддівську кар'єру почав в 2007 році, коли судив футбольні матчі на регіональному рівні. З 2009 по 2016 рік Коваленко судив матчі ДЮФЛУ та аматорів. З 2017 року став працювати на іграх Другої ліги, а вже наступного року став обслуговувати ігри Першої ліги. У першій частині сезону 2018/19 років працював на 7 матчах Першої ліги та Кубку України, у яких показав 38 попереджень та вилучив гравця Романа Мірошника під час матчу «Авангард» — «Волинь» (0:1).
На початку 2019 року Андрій Коваленко пройшов зимові збори арбітрів УПЛ у Туреччині і впорався з усіма нормативами, після чого був включений до списку арбітрів вищого дивізіону, ставши арбітром, який найшвидше пройшов шлях від аматорів до вищого дивізіону — лише 2 роки і 22 матчі у чемпіонатах.
26 травня 2019 року дебютував як головний арбітр на маті Прем'єр-ліги «Шахтар» — «Маріуполь» (4:0). 6 жовтня того ж року судив скандальний матч «Динамо» — «Колос» (4:0), в якому показав червоні картки Максиму Максименку та Володимиру Шепелєву та призначив три пенальті, в тому числі вкрай спірне за гру захисником головою в штрафному майданчику, а його робота була оцінена вкрай негативно. В результаті арбітра тимчасово було відправлено до Першої ліги.
22 вересня 2021 року обслуговував матч за Суперкубок України між київським «Динамо» та донецьким «Шахтарем», ставши першим арбітром з Полтави, який удостоївся цієї честі